# Thiên hoàng Jomei
Thiên hoàng Thư Minh (舒明天皇 (Thư Minh thiên hoàng)/ じょめいてんのう Jomei-tennō, 17 tháng 4, 593 – 17 tháng 11, 641) là Thiên hoàng thứ 34 của Nhật Bản, theo Danh sách Thiên hoàng truyền thống.
Triều đại của ông kéo dài từ năm 629 đến năm 641, tổng cộng 12 năm.

## Trị vì
Trước khi lên ngôi tên thật của ông là Tamura (田村皇子, Tamura-no-Ōji, Điền Thôn hoàng tử). Ông vừa là cháu nội vừa là cháu ngoại của Mẫn Đạt Thiên hoàng, cha ông là Hoàng tử Oshisakanohikohito-no-Ōe và mẹ ông là Công chúa Nukate-hime, cả hai đều là anh em ruột của nhau.
Trong lúc hấp hối vào năm 628, Thôi Cổ Thiên hoàng gọi Hoàng tử Tamura và con trai của Thánh Đức Thái tử là Hoàng tử Yamashiro (山背大兄王, Sơn Bối Đại Huynh vương), và dặn họ một số lời khuyên ngắn gọn.
Ngày 15 tháng 4 năm 628, Thôi Cổ Thiên hoàng băng hà sau 35 năm trị vì. Ngay lập tức, triều đình chia thành hai phe, mỗi phe hỗ trợ một Hoàng tử để có thể nắm giữ ngôi vị Thiên hoàng. Soga no Emishi, người đứng đầu gia tộc Soga, hỗ trợ cho Hoàng tử Tamura. Ông tuyên bố rằng Thôi Cổ Thiên hoàng để lại di nguyện xác nhận rằng Hoàng tử Tamura sẽ kế vị bà. Sau cùng, Hoàng tử Yamashiro bị gia tộc Soga tấn công, đánh bại và buộc phải tự sát cùng toàn thể gia đình.
Ngày 2 tháng 2 năm 629, Hoàng tử Tamura chính thức trở thành thiên hoàng, tức Thư Minh Thiên hoàng. Trong thời gian trị vì của Thư Minh Thiên hoàng, Soga no Emishi tiếp tục thế lực của dòng họ Soga, nắm hết mọi quyền hành chính trị.
Ngày 17 tháng 11 năm 641, Thư Minh Thiên hoàng băng hà, ông trị vì được 12 năm, thọ 49 tuổi.
Sau khi Thư Minh băng hà, ngai vàng truyền cho người em gái họ và cũng là vợ ông, Bảo hoàng nữ và sau đó em trai của vợ ông, Hiếu Đức Thiên hoàng, trước khi cuối cùng được hai con trai của ông thừa kế ngôi vị, Thiên Trí Thiên hoàng và Thiên Vũ Thiên hoàng.

## Phả hệ
Thư Minh Thiên hoàng là cháu của Mẫn Đạt Thiên hoàng ở cả hai bên nội và bên ngoại. Cha ông là Hoàng tử Áp Phản Ngạn Nhân đại huynh hoàng tử (押坂彦人大兄皇子, おしさかのひこひとのおおえのみこ), con trai trưởng của Mẫn Đạt Thiên hoàng và Hoàng hậu Quảng Cơ (廣姬, ひろひめ), một hoàng nữ cũng xuất thân trong hoàng tộc Nhật Bản. Mẹ ông là Khang Thủ Cơ hoàng nữ (糠手姫皇女), là em gái cùng cha khác mẹ của cha ông, con gái của Mẫn Đạt Thiên hoàng và Thái nữ Thổ Danh Tử (菟名子, うなこ).
Thư Minh Thiên hoàng có tám người con; gồm 4 hoàng tử và 4 hoàng nữ.
- Hoàng hậu: Bảo hoàng nữ (宝皇女), con gái của Vương tử Chinu (茅渟王, ちぬのみこ), là anh trai của Thư Minh. Theo vai vế, bà gọi Thiên hoàng là chú bác; có ba người con:
  - Hoàng tử Kazuraki (葛城皇子, かずらきのみこ), sau là Thiên Trí Thiên hoàng.
  - Hoàng nữ Hashihito, Gian Nhân hoàng nữ (間人皇女, はしひとのひめみこ), sau làm Hoàng hậu của Hiếu Đức Thiên hoàng.
  - Hoàng tử Ōama (大海人皇子, おおあまのみこ), sau là Thiên Vũ Thiên hoàng.
- Phi: Điền Nhãn hoàng nữ (田眼皇女, ためのひめみこ), con gái của Mẫn Đạt Thiên hoàng và Thôi Cổ Thiên hoàng.
- Phu nhân: Tô Ngã Pháp Đề Lang Nữ (蘇我法提郎女, ほていのいらつめ), con gái của Soga no Umako (蘇我馬子, Tô Ngã Mã Tử).
  - Hoàng tử Furuhito no Ōe (古人大兄皇子, ふるひとのおおえのみこ).
  - Hoàng nữ Nunoshiki, Bố Phu hoàng nữ (布敷皇女).
- Phu nhân: Túc Điền Hương Trất Viện (粟田香櫛媛), con gái của Túc Điền Thần Linh Tử (粟田臣鈴子).
  - Hoàng nữ Oshisaka no Watamuki, Áp Phản Cẩm Hướng hoàng nữ (押坂錦向皇女).
- Phu nhân: Tô Ngã Thủ Bôi Nương (蘇我手杯娘), con gái của Soga no Emishi (蘇我蝦夷, Tô Ngã Hà Di).
  - Hoàng nữ Yata, Tiễn Điền hoàng nữ (箭田皇女).
- Thái nữ: Văn Ốc Thái nữ (蚊屋采女), không rõ xuất thân.
  - Hoàng tử Kaya (蚊屋皇子, かやのみこ).